# Oihus dilloni
Oihus dilloni là một loài bọ cánh cứng trong họ Cerambycidae.